# Irene Abendroth
Irene Abendroth (Lviv, Ucraïna, 14 de juliol de 1872 - Hannover, Alemanya, 1 de setembre de 1932) fou una cantant d'òpera (soprano) polonesa, d'ascendència alemanya.
Estudià a Milà, sent alumna de Lamperti i Italo Campanini, i posteriorment continuà els seus estudis a Viena. El març de 1889 debutà en els escenaris de l'Òpera Estatal de Viena amb el paper d'Amina en l'obra La sonnambula de Bellini. L'acollida del públic fou molt favorable. Segons la crítica, la seva actuació fou d'<extraordinari brillantor d'execució, en el millor estil italià, suau fins i tot en els passatges staccato...la seva veu és molt prima>.
Després d'una any fora dels escenaris, retornà el 1894. Des d'aquest any fins al 1899 interpretà papers com The Queen of the Night, Violetta, Gilda, i Margarida de Valois. També participà en les estrenes locals de Hänsel i Gretel (com Sandmännchen) i (com Esmeralda) a La núvia venuda.
Entre 1899 i 1908 actuà per a l'Òpera Reial de la Cort de Dresden. Aquí interpretà Un ballo in maschera (com Amelia) i Oberon (com Rezia), entre d'altres.